# Святой берётся за дело
«Святой берётся за дело» (англ. The Saint Takes Over) — американский детективный фильм с элементами комедии режиссёра Джека Хайвли, который вышел на экраны в 1940 году.
Фильм рассказывает о расследовании, которое начинает частный детектив Саймон Темплар по прозвищу Святой (Джордж Сандерс) после того, как его друга инспектора Фернака (Джонатан Хейл) увольняют из полиции из-за подозрений в коррупции. Святой устанавливает, что Фернак расследовал деятельность преступной группы, члены которой подстраивали результаты скачек на ипподроме, и, по всей видимости, члены этой группы и подставили инспектора. Вместе со своей новой знакомой Рут Саммерс (Венди Барри) и одним из мелких преступников Перли Гейтсом (Пол Гилфойл) Святой постепенно разоблачает преступников, которые загадочным образом гибнут один за другим, бросая тень на инспектора. В конце концов, Святой восстанавливает доброе имя Фернака и находит убийцу преступников.
Это пятый из восьми фильмов киносерии студии RKO Pictures о детективе-любителе Саймоне Темпларе, также известном как Сокол. В этой картине Джордж Сандерс сыграл Святого в четвёртый раз. Последний раз он сыграет эту роль год спустя. Венди Барри во второй из трёх раз сыграла романтическую партнёршу Святого (каждый раз это был новый персонаж).
Современные критики дают фильму достаточно позитивную оценку, отмечая интересный сюжет, хорошую постановку Джека Хайвли, а также отличную актёрскую игру, особенно, со стороны Сандерса, Барри и Гилфойла.

## Сюжет
Светский лев и детектив-любитель Саймон Темплар (Джордж Сандерс), известный как Святой, возвращается на трансатлантическом лайнере в Нью-Йорк. Во время плавания он замечает, как группа шулеров обманом выигрывает у молодой и привлекательной женщины (Венди Барри) 460 долларов. Саймон подходит к столу и разоблачает мошенников, возвращая девушке её деньги, а затем приглашает её в бар. Там он видит сообщение в газете, что инспектор отдела убийств полиции Нью-Йорка Фёрнак не смог объяснить происхождение 50 тысяч долларов, которые были обнаружены в его сейфе. Рут заводит разговор о Святом, говоря, что было бы хорошо, если бы существовал такой современный Робин Гуд, который боролся бы с современными преступниками. Они выходят на палубу, женщина представляется просто как Рут, а когда Саймон пытается поцеловать её, она даёт ему отпор. Чтобы загладить свою вину, Саймон посылает ей букетик алых роз.
В газетах появляется сообщение, что известный гангстер и владелец ночного клуба Рокки Велдон (Роланд Дрю) признан невиновным после показаний его подручного Кларенса «Перли» Гейтса (Пол Гилфойл). В шикарные апартаменты Рокки звонит его сообщник Бен Иган (Пьер Уоткин), сообщая ему также об отстранении Фёрнака от должности. Бен далее сообщает, что всё это дело обошлось в 90 тысяч, то есть с каждого из четырёх человек их банды причитается по 22 500 долларов. Бен просит Рокки занести свою долю к нему домой к 11 часам. Закончив разговор, Рокки вместе с Перли читает в газете сообщение о том, что с него сняты обвинения в мошенничестве со ставками на скачках после того, как был убит ключевой свидетель по делу Джонни Саммерс. Фёрнак же, который вёл дело преступного синдиката, обвинён в коррупции и отстранён от должности. Тем временем Фёрнак (Джонатан Хейл) обсуждает дома с женой (Нелла Уокер) то, как его подставили с деньгами.
В доме у Бена собираются члены преступной группы, куда помимо Рокки входят также Сэм Риз (Морган Конуэй), Лео Слоун (Роберт Эмметт Кин) и Макс Бремер (Сай Кендалл), каждый из которых передаёт Бену свою долю. Они выражают недовольство тем, что должны платить столько же, сколько и Рокки, по вине которого возникли эти расходы. Рокки оправдывается, что разобрался со стукачом, однако Сэм считает, что это было сделано слишком поздно. Бен, который оценил свою долю своими профессиональными услугами как адвоката, считает, что поскольку у них равное распределение долей в прибыли, до и расходы они должны нести в равных долях, после чего убирает деньги в свой сейф. Бен также сообщает, что ожидает сегодня из Лондона гостя, и направил на встречу с ним своих людей.
После прибытия в порт и прохождения таможенного контроля Саймон выходит в город, где видит, что на стоянке такси на Рут грубо набрасываются двое угрожающего вида мужчин. Саймон спешит на помощь, разбрасывая негодяев, однако, Рут, не дождавшись окончания сцены, быстро уезжает на такси.
Пёрли по поручению Рокки той же ночью пробирается в дом Бена с намерением выкрасть из его сейфа 90 тысяч долларов. Когда Пёрли открывает сейф, срабатывает спрятанная фотокамера со вспышкой и в комнату заходит Бен с пистолетом в руке. Угрожая убить его как взломщика, Бен получает от Пёрли признание, что его послал за деньгами Рокки. После этого Бен требует от Пёрли, чтобы тот, никому ничего не объясняя, сказал бы Рокки, что Бен приглашает его к себе этой ночью. Сразу после ухода Пёрли, когда Бен кладёт деньги обратно в сейф, кто-то стреляет в него, убивая на месте. Тем временем, начав собственное расследование, Фёрнак пробирается в дом Бена, где видит труп убитого, а также Саймона, который по-дружески приветствует инспектора. Фёрнак объясняет, что пробрался в дом, чтобы заполучить бухгалтерские книги синдиката, которые хранились в сейфе. Саймон проверяет содержание сейфа, но денег там нет. После этого он осматривает комнату, обнаруживая скрытую фотокамеру с кассетой, которую Саймон забирает себе. На полу около трупа он также обнаруживает лепесток алой розы. Саймон и Фёрнак приезжают к инспектору домой, где проявляют плёнку. Фёрнак рассказывает, что в рамках охоты на преступный синдикат он внедрил Джонни Саммерса в ближайшее окружение Рокки, однако того в итоге разоблачили и отравили. Саймон предупреждает, что на фотографии Фёрнак может увидеть очень красивую женщину, но там к его удивлению оказывается изображение Пёрли у открытого сейфа. После этого Саймон направляется в клуб Рокки для разговора с ним.
Приехав в клуб «Велдон», принадлежащий Рокки, Саймон проходит в бар, замечая в зале Рут. Увидев у неё на пиджаке свою розу, он сопоставляет её лепесток с тем, что нашёл в доме Бена, приходя к выводу, что они идентичны. Затем он намекает Рут, что убийство Бена, по видимому, совершила женщина, которая украла из его сейфа 90 тысяч долларов. Заметив затем в дальнем углу зала зашедших Рокки и Пёрли, Саймон направляется к ним. В тот момент, когда Пёрли честно рассказывает своему боссу, что случилось в доме Бена, Рокки открывает газету с заголовком об убийстве Бена. После этого Рокки обвиняет Пёрли в том, что он убил Бена и присвоил деньги из сейфа, потребовав немедленно их вернуть. Как только Рокки уходит в свой офис, Саймон, попросив Рут подождать его, подсаживается к Пёрли. Представившись как Святой, он показывает фотографию Пёрли у сейфа, после чего тот пересказывает всю историю Саймону, упоминая, что 90 тысяч долларов в сейфе он не обнаружил. Саймон шантажирует Пёрли фотографией, угрожая, что может либо отправить её в полицию, либо показать Рокки. После этого Пёрли соглашается на сделку с Саймоном, и тот требует, чтобы Пёрли помог ему доказать, что Рокки и его друзья из банды подставили Фёрнака. Не видя другого выхода, Пёрли соглашается, и они вдвоём направляются на квартиру Рокки, расположенную несколькими этажами выше в том же здании. По дороге к лифту Саймон замечает, что Рут уже ушла. Поднявшись в кабинет Рокки, Саймон и Пёрли видят, что тот застрелен, а по кабинету прохаживается Фёрнак. По просьбе Саймона Пёрли рассказывает, что члены банды — Бен, Рокки, Сэм Риз, Лео Слоун и Макс Бренер — собрали эту сумму, чтобы разгромить дело против своего синдиката и добиться отстранения Фёрнака. Таким образом, из пяти членов банды в живых остались только трое, и Пёрли полагает, что следующим, кого убьют, может стать Слоун, который был одним из мозговых центров организации. Саймон просит Фёрнака сделать так, чтобы его жена на время уехала из дома, чтобы они могли там спокойно работать.
Саймон, Фёрнак и Пёрли собираются дома у Фёрнака, где Саймон предлагает похитить Слоуна. Как он заявляет, таким образом, возможно, удастся спасти ему жизнь, а во-вторых, удастся убедить его кое-что рассказать о преступном бизнесе банды. Саймон просит Пёрли позвонить Слоуну и сказать, что Рокки незадолго до смерти хотел ему кое-что рассказать, а также что он в опасности и должен запереться дома и никуда не выходить. Затем Саймон предлагает привезти Слоуна в дом Фёрнака и спрятать его в подвале. Приехав к дому Слоуна, Перли подтверждает тому по телефону, что подъехал. Саймон и Перли заходят в дом Слоуна, не видя, что кто-то наблюдает за ними из припаркованной машины. Зайдя в его квартиру, Саймон представляется и, отобрав у Слоуна оружие, предлагает проехаться вместе с ними. Они сажают Слоуна в свою машину и трогаются с места, а вслед за ними едет другая машина. В салоне автомобиля Слоун и Фёрнак начинают запугивать Слоуна разговорами о пытках. Приехав в дом Фёрнака, они спускаются в подвал, где привязывают Слоуна к стулу, делая вид, что собираются его пытать. От страха Слоун соглашается дать полное признание, и пока Пёрли отправляется на кухню, а Саймон уходит за бумагой, кто-то через окно с улицы стреляет в Слоуна, убивая его. Получается, что убит уже третий член банды, и каждый раз на месте преступления застают Фёрнака в одиночестве и с оружием.
По предложению Саймона они сажают труп Слоуна на заднее сиденье автомобиля и везут его обратно в его квартиру. На улице Саймон просит Фёрнака остановить машину, чтобы купить газету, сообщающую об убийстве Рокки. К ним подходит патрульный полицейский, который, не замечая ни Фёонака, ни сидящий труп, делится с Саймоном своей версией — бандиты подставили Фёрнака, и тогда он решил отомстить им, убивая поодиночке, надеясь заставить кого-нибудь из них заговорить. Когда они уезжают, продавец газет замечает Слоуна, который является его постоянным клиентом, и желает ему хорошего вечера. Увидев, как трое мужчин из машины затаскивают Слоуна в подъезд на противоположной стороне улицы, полицейский задумывается.
В квартире у Слоуна Саймон предлагает подставить Риза в убийстве Слоуна, чтобы заставить того заговорить. Он говорит Фёрнаку, что сможет найти настоящего убийцу, после чего подбросит оружие убийства Ризу. В квартиру Слоуну звонит Бремер с просьбой к Пёрли передать Слоуну, что завтра он приезжает из Балтимора и предлагает встретиться на вокзале. Саймон догадывается, что ввиду отсутствия Бремера в городе следующей жертвой будет Риз. Оставив Фёрнака на квартире с трупом, Саймон отправляется за орудием убийства, поручая Пёрли позвонить Ризу и вызвать его якобы для важного разговора в какое-либо безопасное место, например, в клуб Рокки.
Проследив, как Риз садится в машину и отъезжает от своего дома, Саймон пробирается внутрь и садится на диван в ожидании убийцы, которой, как он уже догадался, является Рут. Некоторое время спустя в квартиру действительно входит Рут с револьвером в руке. Дав ей понять, что он и есть Святой, Саймон уточняет, что её полное имя Рут Саммерс, и она сестра Джонни Саммерса, которого убила банда за сотрудничество с полицией. Затем, ловко отобрав у Рут револьвер, Саймон заявляет, что в полицейской лаборатории без труда установят, что именно из него были совершены убийства Бена, Рокки и Слоуна. На вопрос Саймона, куда могли пропасть 90 тысяч долларов из сейфа, Рут даёт понять, что деньги пойдут жене Джонни, которая ничего не знает об их происхождении. Саймон предлагает план: убитый Слоун сейчас находится в своей квартире, он заманил туда Риза, и может устроить так, что Риза возьмут там с поличным, после чего он наверняка всё расскажет. Это единственный способ снять все подозрения с Фёрнака. Однако если Рут убьёт Бремера и Риза, Саймон не сможет помочь Фёрнаку. Саймон обещает, что все бандиты понесут наказание, но предлагает сделать это в рамках закона. И если Рут им поможет, то Фёрнак и Саймон сделают для неё всё, что будет в их силах.
Подъехав к дому Слоуна, Саймон оставляет Рут в машине, а сам проходит внутрь, не зная, что за домом уже следят полицейские детективы, которых вызвал патрульный. В квартире Саймон передаёт Фёрнаку орудие убийства, и в этот момент в квартиру входит трое полицейских. Детектив Грейди (Артур Лофт) забирает у Фёрнака орудие убийства, который не может объяснить его происхождение, обращаясь за помощью к Саймону, называя его Святой. В этот момент Саймон отбирает револьвер у второго детектива Филлипса (Пол Маквей) и сбегает, запрыгнув на ходу в машину к Рут. Саймон говорит ей, что велика вероятность того, что Фёрнака теперь обвинят ещё и в трёх убийствах, что беспокоит Рут. Тем временем полиция передаёт по радио приказ разыскать и задержать Саймона.
Саймон готовит новый план: по телефону он поручает Пёрли доставить Риза и Бремера в служебный кабинет последнего, а сам тем временем берёт напрокат радиопередатчик. Пробравшись незаметно в кабинет Бремера, Саймон прячет там передатчик, настраивая его на полицейскую волну. Тем временем в своём кабинете капитан полиции Уэйд (Роберт Миддлмасс) ведёт допрос Фёрнака. Настроив оборудование и замаскировав микрофон, Саймон ждёт появления Пёрли, Риза и Бремера. Вооружённые преступники проходят в кабинет, где Саймон представляется и отдаёт им оружие, из которого якобы убил остальных членов банды. В этот момент Уайду докладывают о трансляции на полицейской волне разговора Саймона с преступниками. В этом разговоре, спровоцированном Саймоном, Риз и Бремер признаются в организации убийства Джонни Саммерса. Когда бандиты собираются застрелить Саймона, он напоминает им, что тогда они останутся без своих 90 тысяч долларов. Саймон высказывает предположение, что эти деньги нужны были на то, чтобы отмазать Рокки в суде, убить Джонни Саммерса и подбросить 50 тысяч в сейф Фёрнаку, чтобы скомпрометировать его и таким образом остановить его расследование. Рассчитывая получить свои деньги, Риз и Бремер подтверждают, что всё было именно так. Полиция тем временем отслеживает радиопередатчик и направляет по адресу оперативную группу. Тем временем Саймон говорит, что ни он, ни Фёрнак бандитов не убивали, это сделал другой человек, имя которого он не может назвать. Что касается денег, то Саймон предлагает поинтересоваться ими у Риза. Желая подыграть Саймону, Пёрли невольно выдаёт себя, что он с ним заодно. Бремер требует Пёрли во всём немедленно сознаться, однако в этот момент слышатся звуки полицейских сирен. Саймон хватает Риза в то время, как Бремер пытается бежать, выбираясь через окно на задний двор. Саймон толкает полицейским Ривза, а сам бросается в погоню за Бремером. Во дворе Бремер натыкается на Рут и стреляет в неё, ответным выстрелом она убивает его, а затем оседает, и Саймон успевает подхватить её. Вскоре появляются полицейские, которым Рут говорит, что это она убила Рокки, Бена и Слоуна, а затем отдала свой револьвер Саймону. Она заявляет, что ни он, ни Фёрнак никого не убивали. Когда полицейские уходят, Саймон, держа Рут в своих объятиях, говорит, что всегда был на её стороне и обещает её спасти. Когда Саймон собирается сделать ей признание, Рут роняет сигарету и теряет сознание. Некоторое время спустя в кафе Саймон отдаёт Пёрли негатив компрометирующей его фотографии, после чего тот заявляет, что решил исправиться и жить по закону. Выслушав благодарность от Фёрнака, грустный Саймон уходит, говоря, что отправляется за розами.

## В ролях
- Джордж Сандерс — Саймон Темплар / Святой
- Венди Барри — Рут Саммерс
- Джонатан Хейл — инспектор Генри Фёрнак
- Пол Гилфойл — Кларенс «Пёрли» Гейтс
- Морган Конуэй — Сэм Риз
- Роберт Эмметт Кин — Лео Слоун
- Сай Кендалл — Макс Бремер
- Джеймс Бёрк — патрульный Майк
- Роберт Миддлмасс — капитан Уэйд
- Роланд Дрю — Альберт «Рокки» Уэлдон
- Нелла Уокер — миссис Люси Фёрнак, жена Генри
- Пьер Уоткин — «Большой» Бен Иган

## Создатели фильма и исполнители главных ролей
Режиссёр Джек Хайвли начал кинокарьеру в 1934 году как монтажёр, а в период с 1939 по 1948 год поставил 16 фильмов, среди которых детективы «Двойные неприятности Святого» (1940) и «Святой в Палм-Спрингс» (1941), комедия «Отец женится» (1941) и фильм нуар «Улица удачи» (1942). В 1960—1970-е годы Хайвли много работал на телевидении, поставив, в частности, 71 эпизод телесериала «Лесси» (1960—1973) и 25 эпизодов телесериала «Дни в Долине смерти» (1967—1970).
Свои первые заметные роли в кино британский актёр Джордж Сандерс сыграл в 1936 году в британской фэнтези-комедии «Человек, который умел творить чудеса» (1936) и американской мелодраме «Лондонский Ллойд» (1936). Свои первые главные роли Сандерс сыграл в мелодрамах с Долорес Дель Рио «Шпион с моноклем» (1937) и «Международные расчёты» (1938), а также в детективе Джона Форда «Четверо мужчин и помощница» (1938). В 1939 году Сандерс дебютировал в роли Святого в фильмах «Святой в Лондоне» и «Святой наносит ответный удар», а в 1940 году сыграл в фильмах Хичкока «Иностранный корреспондент» и «Ребекка». За период 1939—1941 годов Сандерс предстал в образе Святого в пяти фильмах, после чего покинул этот киносериал и, в 1941—1942 годах в другом киносериале четыре раз сыграл Сокола, детектива, очень похожего на Святого. По словам историков кино Микиты Броттмана и Дэвида Стерритта, «Сандерс утверждал, что ему сильно не нравится персонаж Святого, и Сокол ему нравился не больше, и он считал эти проекты низшей точкой своей карьеры». Однако, как пишут киноведы, «зрители с этим, конечно, не согласились». В дальнейшем Сэндерс сыграл в таких успешных картинах, как «Портрет Дориана Грея» (1945), «Призрак и миссис Мьюр» (1947) и «Всё о Еве» (1950). Последний фильм принес Сандерсу его единственный «Оскар».
Кинокарьера Венди Барри охватила период с 1932 по 1943 год, в течение которого она снялась в 54 фильмах, среди которых «Тупик» (1937), «Собака Баскервилей» (1939), «Пятеро вернувшихся назад» (1939) и «Глаза криминального мира» (1942). Она также снялась в трёх фильмах о Святом 1939—1941 годов (в каждом из которых у неё была новая роль), а также в двух фильмах о Соколе 1941—1942 годов. Во всех фильмах о Святом и Соколе её партнёром был Сандерс.

## Образ Саймона Темплара, он же Святой
В конце своей карьеры создатель образа Святого, британский писатель Лесли Чартерис в предисловии к новому изданию своего первого романа о Святом «Знакомьтесь — тигр!» (1928) написал, что хотел, чтобы Святой воплотил «героя старого образца, у которого было ясное представление о справедливости, не просто технический подход к любви и способность повеселиться в своей борьбе за справедливость». По мнению историков кино Микиты Броттмана и Дэвида Стерритта, «это звучит как ранний прототип Джеймса Бонда, известного как агент 007 как друзьям, так и врагам». Успех обоих героев свидетельствует о том, что Чартерис был прав, сдалав ставку на идею о том, что «в эскапистской литературе есть прочное место для искромётного искателя приключений», который был «готов поставить на карту всё».

## История создания фильма
Начиная с фильма 1938 года «Святой в Нью-Йорке» с Луисом Хейуордом в главной роли, RKO Radio Pictures произвела девять картин о Святом. Этот фильм был пятым в данной киносерии и четвертым фильм, в котором заглавного персонажа играет Джордж Сандерс, который в общей сложности исполнил эту роль в пяти фильмах.
Предыдущий фильм «Двойные неприятности Святого» (1940) был первым фильмом, не основанным непосредственно на какой-либо из книг о Святом, написанных Лесли Чартерисом, хотя он и внёс свой вклад в развитие сюжета. Это первый фильм, поставленный по оригинальной истории Линн Рут и Фрэнка Фентона без какого-либо участия со стороны Чартериса. В титрах фильма теперь просто говорится, что «персонаж Святой создан Лесли Чартерисом».
Фильм поступил в производство в начале февраля 1940 года и вышел в прокат 7 июня 1940 года.
После того, как в 1941 году Сэндерс отказался от роли, в двух следующих фильмах, созданных британским крылом RKO в 1941 и 1943 годах, роль Святого сыграл Хью Синклер. Последний фильм киносерии RKO «Девушка Пятница Святого» вышел в 1953 году снова с Хейуордом в главной роли. Кроме того, Тамплар стал героем двух французских фильмов 1960-х годов с Феликсом Мартеном и Жаном Маре в заглавных ролях. Как пишет Микола Броттман и Дэвид Стэрритт, «Чартерис ненавидел эти фильмы и не позволял их демонстрировать в англоязычных странах».
Кроме того, на телевидении с 1962 по 1969 год с успехом шёл британский сериал «Святой» с Роджером Муром в главной роли (всего вышло 118 эпизодов этого сериала). В 1978—1979 годах вышел ещё один британский сериал «Возвращение Святого» (24 эпизода) с Иэном Огилви в заглавной роли. В 1989 году Саймон Даттон сыграл заглавного героя в шести телевизионных фильмах о Святом австралийского производства. Наконец, в 1997 году студия Paramount Pictures выпустила на большой экран фильм «Святой», актёрский состав которого возглавил Вэл Килмер.

## Оценка фильма критикой
Отметив, что фильмы о Святом очень похожи друг на друга, редко отклоняясь от базисной схемы, кинокритик Дон Миллер написал в своей книге 1973 года «Фильмы категории В», что «Святой берётся за дело» представляет, вероятно, лучше других, или, по крайней мере, «наиболее близок оригинальной концепции персонажа, подобного Робин Гуду». По мнению Броттмана и Стэрритта, это «справедливая оценка», хотя и «немного парадоксальная, так как это первая из картин киносерии, не основанная на романе или повести Чартериса» (единственным другим фильмом, сделанным без участия Чартериса, был «Возвращение Святого» (1953) от британской студии Hammer, который завершил серию). По мнению Броттмана и Стэрритта, если не относиться к этому фильму слишком серьёзно, то он будет смотреться «достаточно увлекательно».
Киновед Деннис Шварц охарактеризовал картину, как «достойный фильм категории В в сериале о Святом».
Историк кино Дерек Уиннерт назвал картину «остросюжетным нуарным триллером», отметив, что «детективный сюжет Линн Рут и Фрэнка Фентона сложен, приятен и приносит удовлетворение», а «режиссура Хайвли, как и в предыдущем фильме цикла „Двойные неприятности Святого“ (также 1940), снова живая, атмосферная и стремительная, сохраняя довольно мрачный тон». И, как добавляет критик, «всё это гладко отшлифовано ещё одним безупречным исполнением несравненного Джорджа Сандерса», «отличную поддержку» которому оказывают Джонатан Хэйл и Венди Барри. Комедийный элемент в картине «приятно и умело обеспечивает» Пол Гилфойл в роли Уизли «Перли» Гейтса, «который переходит на сторону Святого и становится его закадычным другом».
Микита Броттман и Дэвид Стэрритт отмечают, что «Сандерс был специалистом по сверхучтивым персонажам, и он так хорошо подходит на роль Святого, что эта работа кажется для него слишком лёгкой. Его реплики редко вызывают эмоции, и единственное выражение лица, которое ему нужно, — это снисходительная ухмылка на губах и озадаченная складка на лбу». По мнению критиков, «его лучшие моменты происходят во время слегка необычных сцен сюжета — например, когда они с Фёрнаком привязывают бандита, угрожая ему пытками, хотя очевидно, что в такой легкой картине, как эта, никаких пыток быть не может». По мнению Броттмана и Стэрритта, «за Барри наблюдать интереснее, она придает своему персонажу атмосферу таинственности и меланхолии, которая немного холодна, чтобы соответствовать непринужденному настроению фильма. Джонатан Хэйл как раз подходит на роль Фёрнака, персонажа, которого он несколько раз играл в этом киносериале». Лучше всех, как полагают критики, показал себя Пол Гилфойл в роли Кларенса «Перли» Гейтса, «преступника с двумя проблемами: он настолько туп, насколько это возможно, и настолько запуган тем, что его поймают и убьют, что даже не может позволить себе выпить, переключившись на молоко». По словам Броттмана и Сюрритта, «Гилфойл произвел своей игрой достаточно сильное впечатление», чтобы год спустя повторить эту роль в последней картине Сандерса о Святом — «Святой в Палм-Спрингс» (1941).
Историк кино Ричард Нельсон считает, что этот фильм «один из лучших» в сериале о Святом. По мнению критика, в фильме достаточно много хорошей детективной работы, хотя решение загадки кажется очевидным почти с самого начала, и её можно было бы более тщательно замаскировать. Тем не менее, это не так важно, так как и в таком варианте «наблюдать за происходящим доставляет удовольствие». Нельсон особенно выделяет Пола Гилфойла, который был «одним из самых ярких персонажей первого фильма о Святом» — «Святой в Нью-Йорке» (1938). На этот раз его роль шире — он появляется как мошенник, который по ходу фильма фактически превращается в помощника Святого. «В паре с Сандерсом и Хэйлом они составляют интересную команду». Также Нельсон обращает внимание на возвращение Венди Барри из «Святого наносит ответный удар» (1939). Здесь она «играет нового персонажа, на этот раз брюнетку, но все еще немного роковую женщину», хотя, по мнению критика, «используется недостаточно».